# Chott Mariem
Chott Mariem (auch Chott Meriem) (arabisch شط مريم, DMG Šaṭṭ Maryam) ist ein kleiner Ort im tunesischen Gouvernement Sousse gelegen. Sein Name stammt von dem nahegelegenen Salzsee.
Das Dorf erstreckt sich über etwa sieben Kilometer entlang der Route Touristique Nummer 1, die von Sousse nach Hergla führt. Die ca. 8000 Einwohner leben hauptsächlich vom Tourismus (es gibt drei internationale Hotels in Chott Mariem) und vom Fischfang, da der Ort direkt am Golf von Hammamet liegt.